# Ned Luke
Ned Luke (Danville, Illinois, 1958. október 4. –) amerikai színész.
A legismertebb alakítása Michael De Santa a Grand Theft Auto V videójátékból.

## Pályafutása

### Fiatalkora
1958. október 4-én született Danvillben.

### Színészi pályafutása
Az első szerepe az 1984-es The Bear című filmben volt, ahol egy amerikai futball-játékost alakított. Első nagyobb szinkronszerepe az Ebek közt a legszemtelenebben volt, ahol Rafflest, egy juhászkutyát szólaltatott meg. A 90-es és 2000-es években számos sorozatban szerepelt, mint mellékszereplő.
2013-ban vált szélesebb körben ismertté, amikor eljátszotta a Grand Theft Auto című népszerű videójátéksorozat ötödik részének egyik főszereplőjét, Michael De Santát. Luke kezdetben nem akarta elvállalni a karaktert, mert nem akart videójátékban szerepelni, viszont miután elolvasta a forgatókönyvet, jelentkezett a meghallgatásra. Azóta Michael De Santa összenőt a színésszel. Később a Rockstar Games másik játékában, a Red Dead Redemption 2-ben is tervbe volt, hogy kap egy cameoszerepet, azonban végül nem került be a játékba.

## Filmográfia

### Film
| Év   | Magyar cím                  | Eredeti cím         | Szerep                   | Magyar hang |
| ---- | --------------------------- | ------------------- | ------------------------ | ----------- |
| 1984 |                             | The Bear            | amerikai futball-játékos |             |
| 1991 | Ebek közt a legszemtelenebb | Rover Dangerfield   | Raffles                  | Melis Gábor |
| 1996 | Bölcsek kövére              | The Nutty Professor | építőmunkás              |             |
| 1999 |                             | Citation of Merit   | Smith őrmester           |             |
| 2017 |                             | American Gothic     | Bill                     |             |

### Televízió
| Év             | Magyar cím                               | Eredeti cím                       | Szerep                                | megjegyzések    |
| -------------- | ---------------------------------------- | --------------------------------- | ------------------------------------- | --------------- |
| 1992           |                                          | Angel Street                      | rendőrtiszt                           | egy epizód      |
| 1994           | Vezérlő fény                             | Guiding Light                     | sheriff                               | kettő epizód    |
| 1995           | New York rendőrei                        | NYPD Blue                         | ügyvéd                                | egy epizód      |
| 1996           |                                          | Murder One                        | összeesküvés elméletes                | egy epizód      |
| 1996           | Renegade - A fejvadász                   | Renegade                          | Andy Warwick                          | egy epizód      |
| 1997           |                                          | On The Line                       | Officer Al                            | televíziós film |
| 1997           | Víruskommandó                            | The Burning Zone                  | második tiszt                         | egy epizód      |
| 1997           |                                          | High Incident                     | Gary Butterworth                      | egy epizód      |
| 1999           |                                          | General Hospital                  | Testőr                                | kettő epizód    |
| 1999           |                                          | City Guys                         | Lonnie Collins                        | egy epizód      |
| 2000           | A Kaméleon                               | The Pretender                     | David Arnold                          | egy epizód      |
| 2000           | JAG – Becsületbeli ügyek                 | JAG                               | Bracken főtiszt                       | egy epizód      |
| 2000           | Szoknyás fejvadász                       | The Huntress                      | Ellard nyomozó                        | egy epizód      |
| 2000           | Halálbiztos diagnózis                    | Diagnosis Murder                  | Timmons                               | egy epizód      |
| 2002 2003 2013 | Esküdt ellenségek: Különleges ügyosztály | Law & Order: Special Victims Unit | Mr. Wilmont Roger Swanson Mr. Thurber | három epizód    |
| 2004           | Harmadik műszak                          | Third Watch                       | Ron Connelly                          | egy epizód      |
| 2005           |                                          | As the World Turns                | Langstorm nyomozó                     | kettő epizód    |
| 2005           |                                          | Jonny Zero                        | Officer Muncie                        | egy epizód      |
| 2002–2005      |                                          | All My Children                   | Tűzoltóparancsnok / Magánnyomozó      | három ep        |
| 2005           | Esküdt ellenségek                        | Law & Order                       | Ken Cosgrove                          | egy epizód      |
| 2009           |                                          | Katana                            | Executive                             | egy epizód      |
| 2013           | Boardwalk Empire – Gengszterkorzó        | Boardwalk Empire                  | Boorish Man                           | egy epizód      |

### Videójáték
| Év   | Cím                   | Szerep                                  |
| ---- | --------------------- | --------------------------------------- |
| 2013 | Grand Theft Auto V    | Michael De Santa (Michael Townley)      |
| 2018 | Red Dead Redemption 2 | cameoszerep (nem került bele a játékba) |

## Fordítás
- Ez a szócikk részben vagy egészben a Ned Luke című angol Wikipédia-szócikk ezen változatának fordításán alapul.  Az eredeti cikk szerkesztőit annak laptörténete sorolja fel. Ez a jelzés csupán a megfogalmazás eredetét és a szerzői jogokat jelzi, nem szolgál a cikkben szereplő információk forrásmegjelöléseként.